# Het Werkbezoek
Het Werkbezoek is het zevende boek uit de reeks Grijpstra en De Gier, geschreven door Janwillem van de Wetering.
Het boek is uitgegeven in 1979 door Bruna.

## Verhaal
In Het werkbezoek gaat de commissaris naar de Amerikaanse staat Maine. De man van Suzanne, de zuster van de commissaris, is verongelukt en ze heeft hulp nodig bij het afhandelen van de nalatenschap. Omdat het het in Maine -30°C is, zijn Grijpstra en De Gier bezorgd om de gezondheid van de commissaris. Die op zijn beurt vindt dat belachelijk en weigert het aanbod dat De Gier mee zal gaan. Grijpstra ziet kans de hoofdcommissaris zo ver te krijgen dat De Gier op "uitwisselingsbezoek" kan. De sheriff van het plaatsje Jameson, waar Suzanne woont, is net drie maanden in dienst en heeft ontdekt dat enkele mensen die woonden aan Kaap Orka onder verdachte omstandigheden zijn overleden.
Ook de commissaris, in eerste instantie zeer geërgerd door de komst van De Gier, raakt overtuigd van het moordscenario en gedrieën gaan ze op zoek naar de dader(s). Het onderzoek stuit echter op de gesloten houding van de plaatselijke bevolking en op het ontbreken van enig bewijsmateriaal. De commissaris, vriendelijk en geduldig als altijd, houdt vol en weet zowel zijn medewerkers als zijn tegenstanders te gebruiken. Langzaamaan wordt duidelijk wat de rol is van een aantal merkwaardige lieden. Jeremy, een cynische kluizenaar die zich op zijn eiland tegen een door hem afgewezen wereld verdedigt. De BMF-club, een groepje vernielzuchtige intellectuelen. Janet, een rijke dame van stand met haar assistent Reggie, een Vietnamveteraan. Atrinsky, de plaatselijke makelaar en vader van een van de BMF-leden. Er is zelfs een uitstapje naar Boston nodig om het plaatje compleet te krijgen.

## Vertaling
Het boek werd in het Engels vertaald als The Maine Massacre. In 1984 won deze de Franse literatuurprijs Grand Prix de Littérature Policière.